# Phygela marginata
Phygela marginata är en insektsart som beskrevs av Brunner von Wattenwyl 1878. Phygela marginata ingår i släktet Phygela och familjen vårtbitare. Inga underarter finns listade i Catalogue of Life.